# Echinopleura aculeata
Echinopleura aculeata is een pissebed uit de familie Desmosomatidae. De wetenschappelijke naam van de soort werd in 1864 voor het eerst geldig gepubliceerd door Georg Ossian Sars.